# Osmar Donizete Cândido
Osmar Donizete Cândido (Prados, Brasil, 24 d'octubre de 1968) és un exfutbolista brasiler. Va disputar 9 partits amb la selecció del Brasil.